# 单细胞蛋白质组学
单细胞蛋白质组学（single-cell proteomics）是一个研究单个细胞内蛋白质表达多样性的研究领域。这种方法对于理解细胞功能和结构的复杂性以及组织（如肿瘤）内的异质性有着重要意义。
批量蛋白质组学技术(bulk RNA-seq)查询数千个细胞的蛋白质表达并提供平均蛋白质表达谱，在大多数情况下掩盖了单个细胞之间的关键差异，即概率统计中的辛普森悖论。单细胞 RNA 测序 (scRNA-seq) 和基因组学分析的进展表明，观察到的生物变异性可以直接归因于单个细胞，而非大量或复杂组织的平均。 
单细胞中的蛋白质组学测量比单细胞RNA测定更有价值，因为细胞的功能因子是蛋白质，转录水平本身不足以预测许多情况下的蛋白质水平、mRNA表达为蛋白质存在延迟、翻译后的蛋白质仍可能经过复杂的折叠、修饰。相较于批量蛋白质组学，在对稀有细胞群如癌症干细胞的研究中，单细胞蛋白质组学有着更高的灵敏度，只能通过 SCP 技术研究稀有细胞在疾病中的作用。
当前，单细胞蛋白质组学可以通过二代测序技术（NGS）或是质谱的方法开展。不同于DNA或RNA的测序可以使用PCR技术对待测物进行大规模的扩增——蛋白质难以复制，不可倍增的低蛋白质含量对检测的灵敏度提出了极高的挑战。

## 技术思路

### 基于二代测序技术
基于二代测序技术的蛋白质组学的基本思路是将测定蛋白质转变为DNA的测定，如邻近延伸分析技术。邻近延伸分析技术将目标特异性抗体对与两种寡核苷酸链连接，当抗体定位到抗原的表面时，邻近的抗体对上的寡核苷酸链可以杂交并在DNA聚合酶的作用下生产完整的双链DNA片段，后续通过定量聚合酶链式反应（qPCR）测量DNA片段表征对应的蛋白质的含量。

### 基于质谱
基于质谱的单细胞蛋白质组学最初以分析蛋白质含量高、体积大的细胞为主，如非洲爪蟾卵母细胞、人卵细胞。质谱分析技术灵敏度的提升使得单细胞蛋白质组学得以在更广的范围内实现。其分析流程通常包含：分离单个细胞、裂解细胞、提取蛋白质成分、色谱分离蛋白质、质谱分析、数据分析。
在“组学”研究中，研究者往往期望“高通量”的实验技术，即更快地获取更多的数据。类似于NGS测序时在接头序列（Adapter）中加入样品标识序列（index），也可以向蛋白质添加同量异位标记以实现单机并行测量来自多个细胞的蛋白质。同量异位标签具有相同的总体质量，但在结构上有不同组合的同位素。这样的设计使得在第一级质谱分析中，来自不同样本的相同肽段可以产生相同的信号，而在第二级分析中，则能够通过独特的报告离子进行区分和定量。

## 拓展阅读
- A review of the current state of single-cell proteomics and future perspective
- Single-cell proteomics enabled by next-generation sequencing or mass spectrometry